# Чеккони, Андреа
Андреа Чеккони (итал. Andrea Cecconi, родился 28 февраля 1984 года в Пезаро) — итальянский политик, депутат Палаты депутатов Италии от Движения пяти звёзд.

## Биография
Получил медицинское образование, медбрат по профессии. Избран в Палату депутатов 5 марта 2013 года по итогам парламентских выборов от XIV избирательного округа провинции Марке. С 7 мая 2013 года по 4 сентября 2014 года заседал в XII комиссии (по социальным вопросам). 4 сентября стал лидером фракции Движения пяти звёзд в Палате депутатов, сменив на этом посту Паолу Каринелли (в голосовании он опередил Джулию Грилло). 9 февраля 2015 года покинул пост главы фракции, уступив его Фабиане Дадоне, с 17 февраля — член I комиссии (по вопросам Конституции, Председателя Совета и внутренним делам). С 9 июня 2016 года состоит в Конференции глав фракций при Палате депутатов.